# سد کندر کلیف
سد کندر کلیف (به اسپانیایی: Condor Cliff Dam) یک سد خاکی و نیروگاه برقابی در آرژانتین است که در Puerto Santa Cruz, Santa Cruz Province, Argentina واقع شده‌است.